# Isla Alcatraz
Isla Alcatraz är en ö i Mexiko. Den ligger i viken Bahía Kino i delstaten Sonora, i den nordvästra delen av landet. Arean är 0,41 kvadratkilometer. På 1900-talet fiskades det mycket i viken och på öar som Alcatraz släpptes flera legauner som överlevnadsföda för fiskare
Ön har ett rikt djurliv och på den lever bland annat leguanerna Sauromalus hispidus, Sauromalus varius och Sauromalus obesus. På Isla Alcatraz häckar det även rikligt med fåglar, däribland mexikansk alka.